# El rey del barrio
El rey del barrio es una película mexicana de 1950 dirigida por Gilberto Martínez Solares. Está protagonizada por Germán Valdés "Tin Tan" y Silvia Pinal. Cuenta con el debut de José René Ruiz Martínez "Tun Tun" y Famie Kauffmann "Vitola".

## Argumento
Tin-Tan es un ferrocarrilero apodado como «El Rey del Barrio», debido a su acción solidaria y filántropa en la vecindad. Sin embargo, los medios por los cuales consigue la ayuda son cuestionadas por la sociedad, especialmente por su hijo Felipin y su vecina Carmelita. Tin-Tan es realmente un Robin Hood moderno cuya banda criminal estafa a mujeres millonarias. Todo se complica cuando una de las estafadas «La Nena», se enamora de él.

## Reparto
- Germán Valdés … Tin-Tan (Ferrocarrilero/Jefe de la banda)
- Silvia Pinal … Carmelita
- Marcelo Chávez … Marcelo (Policía)
- Fanny Kaufman «Vitola» … La Nena
- Juan García … El Peralvillo (Miembro de la banda)
- Joaquín García «Borolas» … Borolas (Miembro de la banda)
- Ramón Valdés … Norteño (Miembro de la banda)
- José Ortega … Sapo (Miembro de la banda)
- Ismael Pérez «Poncianito» … Pepito
- Alejandro Cobo … Antonio (El borracho)
- José «El Ojón» Jasso … Vecino (Invitado a la fiesta de Pepito)
- Alicia Téllez Girón … Virginia Pérez viuda de López
- Pompín Iglesias … Boticario
- Eugenia Galindo … Tía de Carmelita
- Carmen Cipriani … Madame Francesa
- Elvira Lodi … Socorrito (Amiga de Tin-Tan)
- Lupe del Castillo … Doña Remedios (Portera)
- Jaime Calpe … Felipito (Vecino y amiguito de Pepito)
- Lupe Inclán … Mujer en casa de Antonio
- María Valdealde … Pepita, Anfitriona que contrata al cantaor
- Yolanda Montes «Tongolele»
- José René Ruiz Martínez «Tun-Tun» … Cayo/Gulliver (Encargado del billar)
- Roberto Cobo como Niño de pecho (Cantaor español)
- Humberto Rodríguez … Médico que revisa a la tía de Carmelita
- Francisco Pando … Matador (Dueño de Bazar e informador de Tin-Tan)
- Alfonso Iglesias (padre) … Don Jacinto (Vecino maltratado por su esposa)
- José Luis Fernández … Bigote (Lo saluda Tin-Tan, cuando pasa por el puesto de la calle)
- Cacama … Barbas (Lo saluda Tin-Tan, cuando pasa por el puesto de la calle)
- Ismael Larumbe … Portero del cabaret
- Ramón Sánchez como Borracho en cabaret
- María Luisa Cortés como Cabaretera grandota.
- Magdalena Estrada como Cabaretera.
- Salvador Godínez como Chofer de la Nena.
- Jesús Gómez como Cliente de cabaret
- Regino Herrera como Secuaz de Antonio.
- Vicente Lara como Esbirro barbudo de Antonio.
- Ismael Larumbe como Gorila de cabaret.
- Carmen Manzano como Rebeca (cabaretera).
- Inés Murillo como Invitada a fiesta de Pepito.
- Rubén Márquez como Invitado a fiesta.
- Amelia Robert como Invitada fiesta.
- Victoria Sastre como Invitada a fiesta
- María Luisa Smith como Sirvienta de la Nena.
- Manuel «Loco» Valdés como Cliente en sala de billar.

## Recepción
La película ocupa el lugar 18 dentro de la lista de las 100 mejores películas del cine mexicano, según la opinión de 25 críticos y especialistas del cine en México, publicada por la revista Somos en julio de 1994.